# Łuk triumfalny w Carpentras
Łuk triumfalny w Carpentras (fr. Arc de Carpentras) – rzymski łuk triumfalny, znajdujący się w miejscowości Carpentras (starożytne Carpentoracte) w departamencie Vaucluse w południowej Francji. Od 1840 roku posiada status monument historique, w kategorii classé (zabytek o znaczeniu krajowym).
Łuk stoi obecnie przy bocznej ścianie pałacu biskupiego w Carpentras. Jego górna część, powyżej archiwolty, nie zachowała się do czasów współczesnych. Data powstania budowli jest niepewna. Według większości badaczy, m.in. Pierre’a Grosa, wzniesiono go za panowania Tyberiusza. Część specjalistów (m.in. Jules Courtet i Paolino Mingazzini) przesuwa jednak jego datację na czasy Antoninów lub Sewerów.
Na bocznej ścianie łuku zachował się relief z unikatowym w sztuce rzymskiej przedstawieniem: dwóch barbarzyńców, Armeńczyk/Part w czapce frygijskiej na głowie i długim płaszczu z frędzlami oraz odziany w skórę brodaty Gal/Germanin stoją przykuci do tropajonu, który u góry rozpościera nad nimi swoje gałęzie-ramiona. Jest to czytelna alegoria bezlitosnego dla wrogów Imperium Romanum, które jednak otacza opieką podporządkowane mu ludy.